# Euphorbia ampliphylla
Euphorbia ampliphylla är en törelväxtart som beskrevs av Ferdinand Albin Pax. Euphorbia ampliphylla ingår i släktet törlar, och familjen törelväxter. Inga underarter finns listade i Catalogue of Life.